# ファイト・シュトース
ファイト・シュトース（Veit Stoss、姓はStoß　とも、ポーランダでの表記: Wit Stwosz、1447年ころ - 1533年）は、後期ゴシック期のドイツの彫刻家である。1477年から1496年の間はポーランドで働き 、クラクフなどで活動した。クラクフの聖マリア教会の「ファイト・シュトースの祭壇画」などで知られている。

## 略歴
生年や生誕地にはいろいろな説があり、1447年にドイツ南部バーデン＝ヴュルテンベルクのHorb am Neckarやスイスのアーラウ近くの Horben、またはニュルンベルクの生まれだとされている。ニュルンベルクで働き1476年以前に結婚し、子供が生まれていた。1477年にクラクフの聖マリア教会の祭壇画の制作を行うためにポーランド国王に招かれるが、クラクフに移るまでの作品は知られていない。1485年まで「ファイト・シュトースの祭壇画」の制作に従事し、13mを越える高さの祭壇画は同時代のミカエル・パッヒャー（Michael Pacher: 1435-1498）作のザルツブルク近くの聖ウォルフガング教会の祭壇画と並んで、後期ゴシック期を代表する彩色木彫祭壇画である。ポーランドではクラクフや他の都市の墓標なども彫刻し、1496年にニュルンベルクに戻った。
ニュルンベルクで妻が亡くなり、1500年より前にシュトスは、投機に失敗し、それを取り戻すために文書を偽造したため逮捕、投獄され、1503年顔に焼き印を押される罰を受けた。しばらく芸術活動から離れた後、1516年ころからにニュルンベルクの聖ローレンツ教会に残っているような作品の制作を再開した。
1533年にニュルンベルクで亡くなった。

## 作品

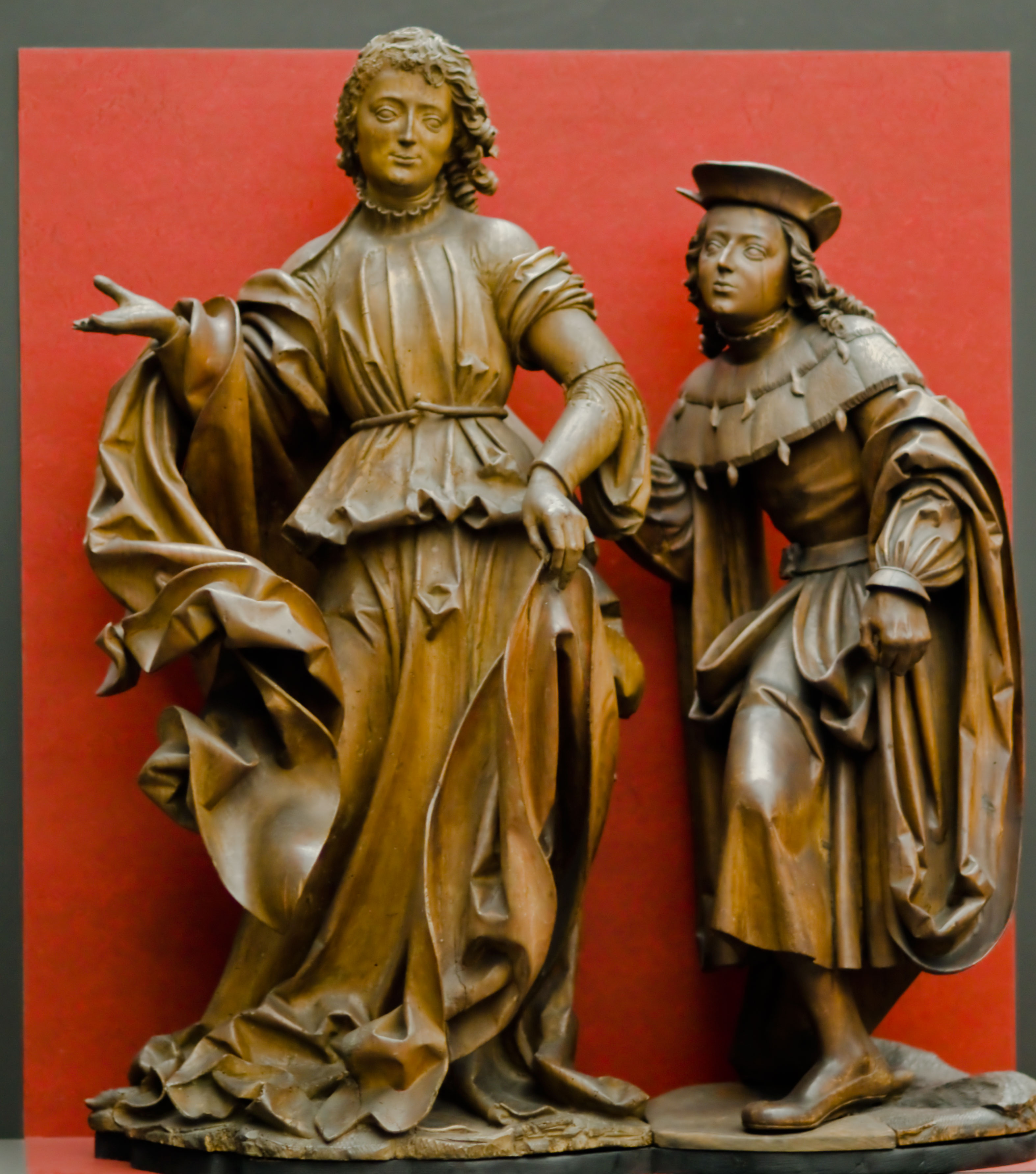
『大天使ラファエルとトビアス』 ゲルマン国立博物館
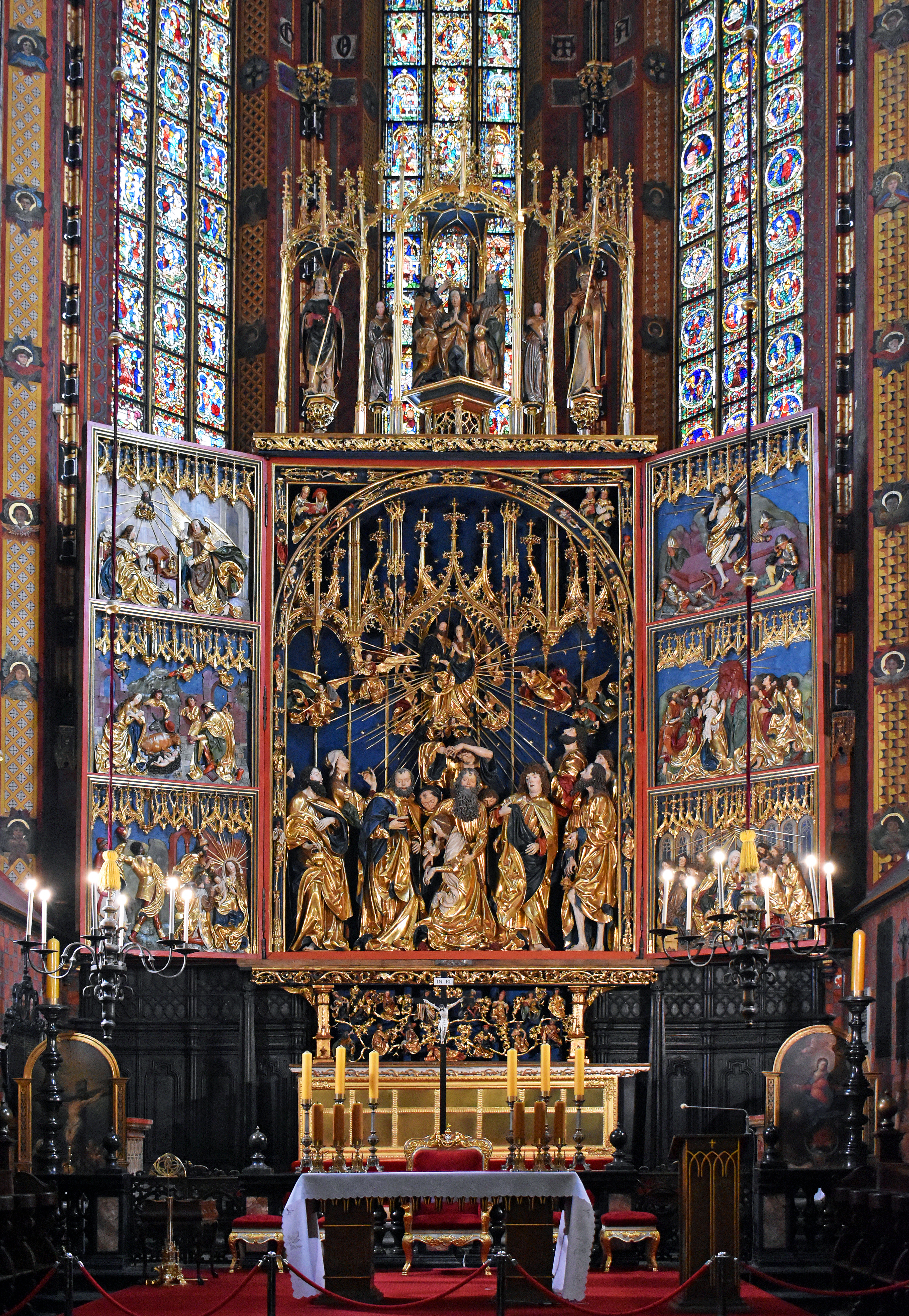
「ファイト・シュトースの祭壇画」
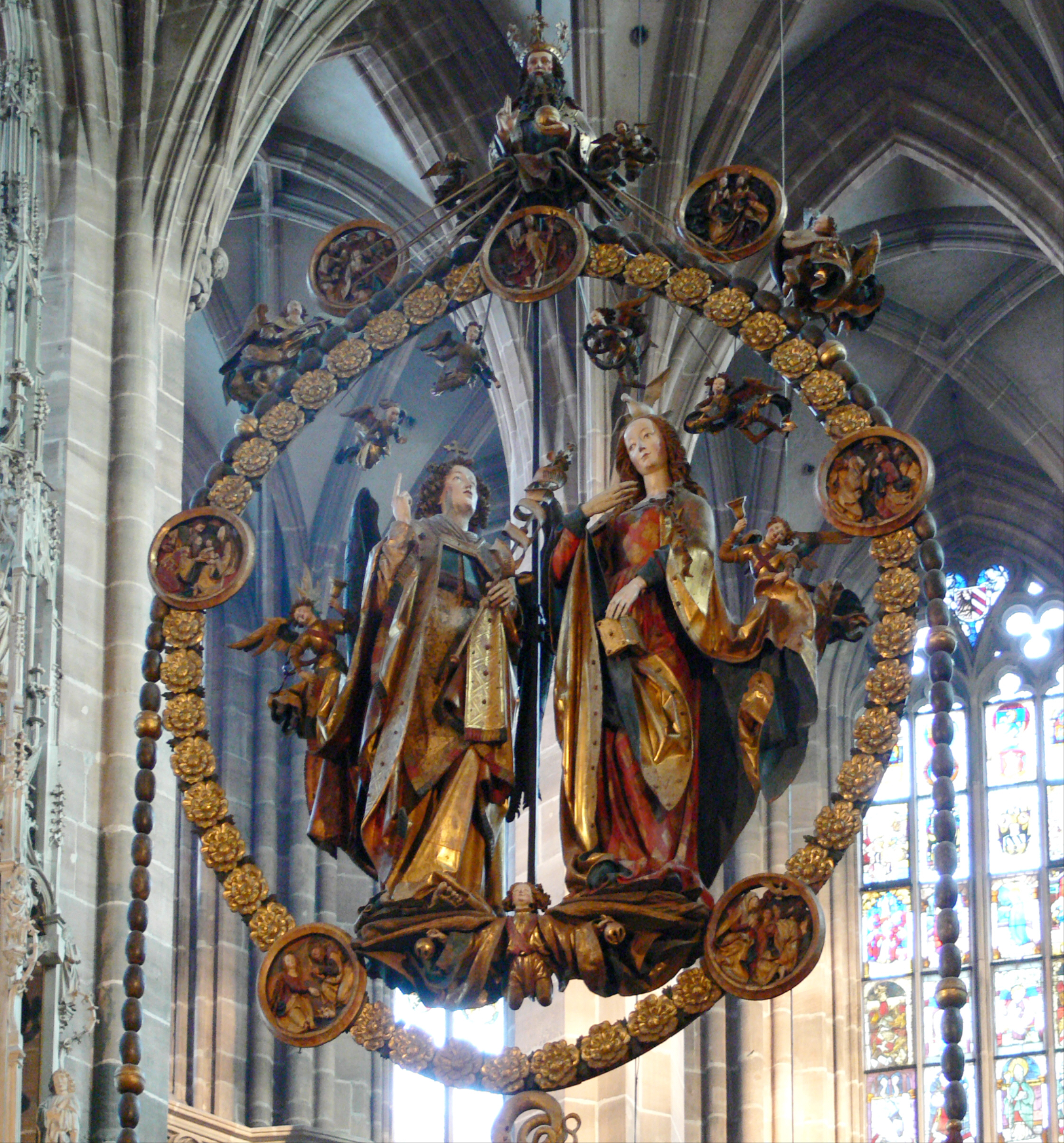
ニュルンベルクの聖ローレンツ教会の「受胎告知」
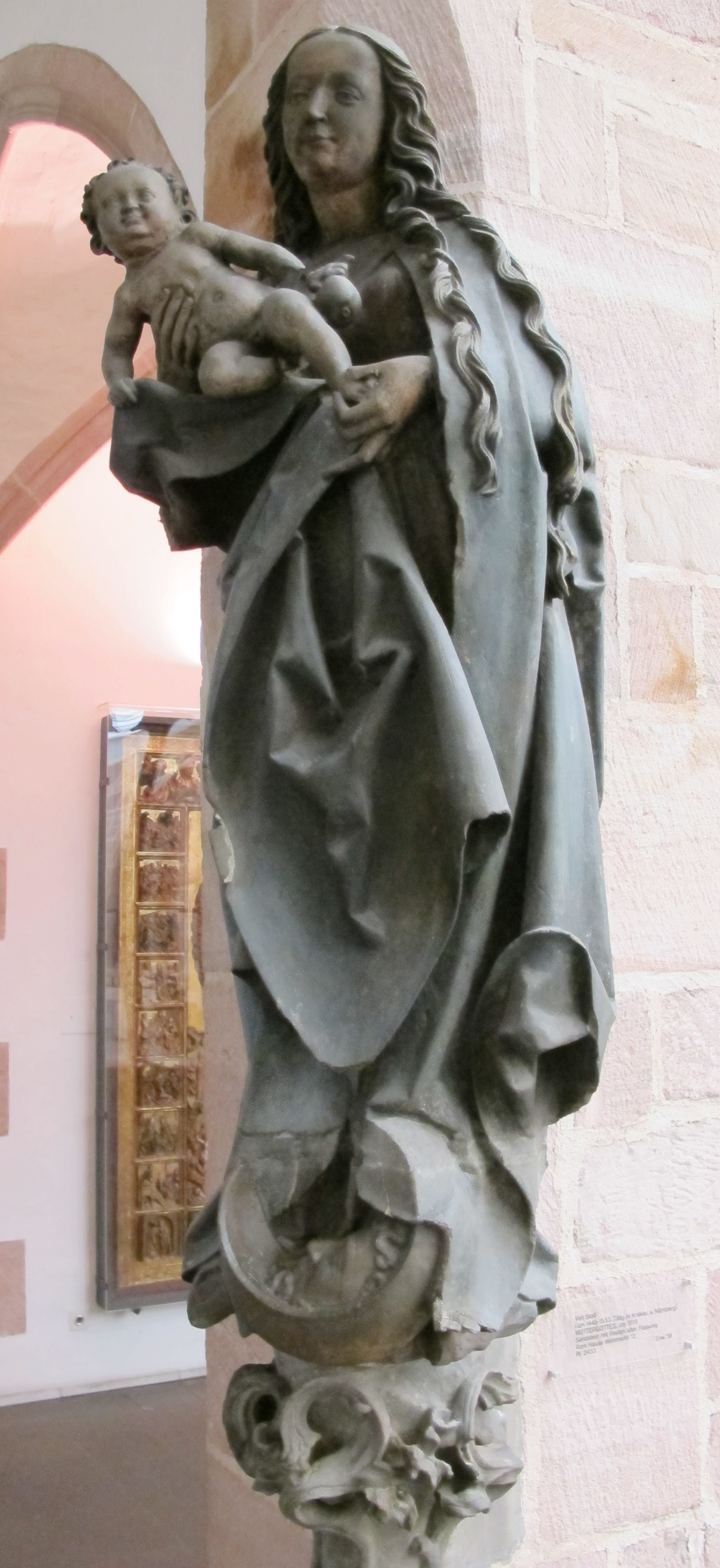
三日月の聖母子